# Kasteel van Pottes

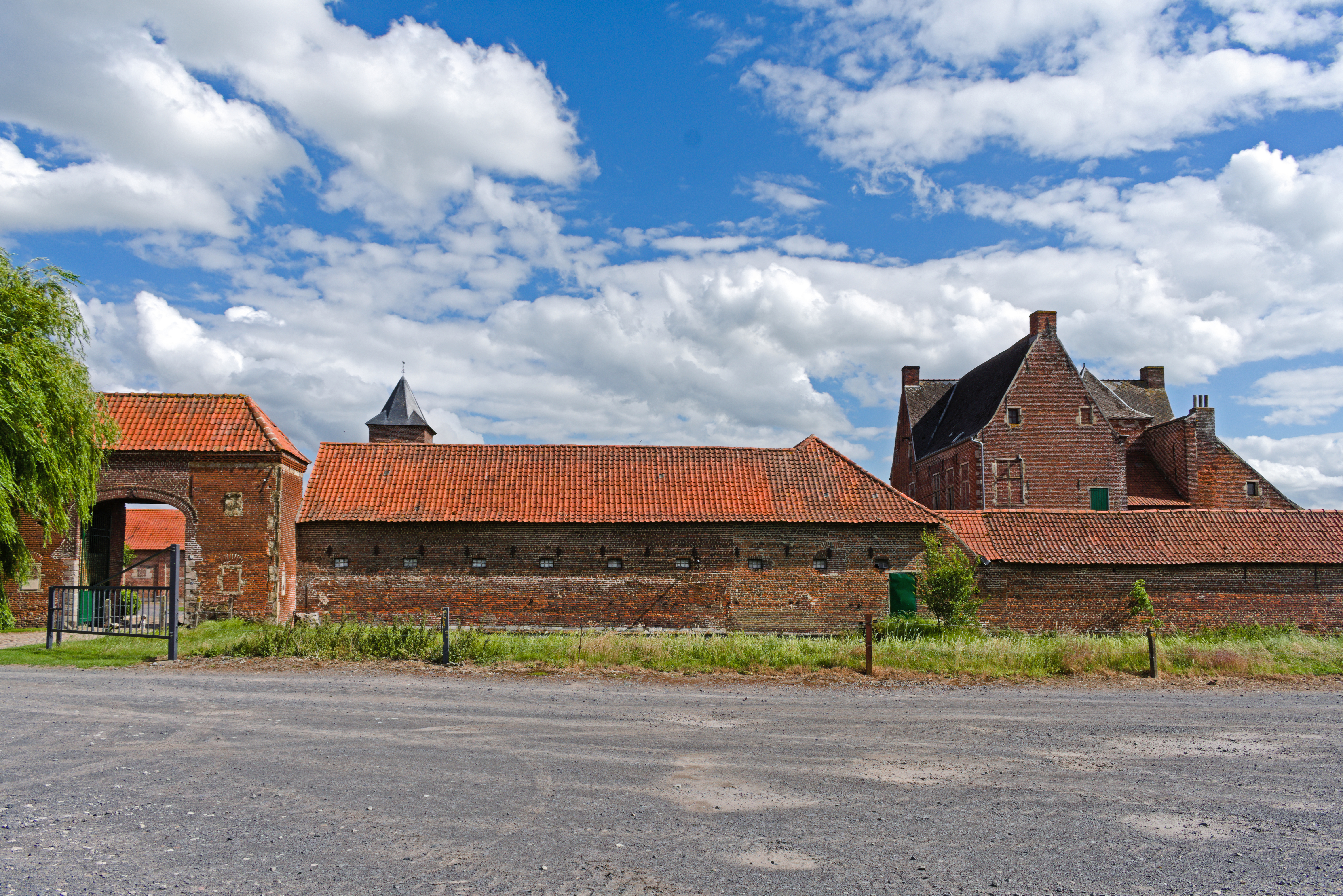
Kasteel van Pottes

Het Kasteel van Pottes (Château de Pottes) is een kasteel in de tot de Henegouwse gemeente Celles behorende plaats Pottes, gelegen aan het Place de Pottes 3.

## Geschiedenis
Oorspronkelijk was dit de zetel van de heerlijkheid Guermignies, welke achtereenvolgens in het bezit was van de families Croÿ, Marnix, Croix en Beauffort. In 1388 werd het voor het eerst genoemd als een manoir. In 1624 werd het herbouwd door Jean de Marnix. Uit dit jaar stamt het woonhuis, het poortgebouw en een bijgebouwtje.

## Gebouw
Het geheel is gedeeltelijk omgracht en werd gebouwd in baksteen en witte natuursteen. Tegenwoordig oogt het meer als een boerderij, in een U-vorm om een erf gebouwd. Vooral het woongedeelte is een robuust bouwwerk in L-vorm, terwijl andere vleugels uit schuren en stallen bestaan. De stalvleugel wordt geflankeerd door een duiventoren op vierkante plattegrond. De schuur werd einde 18e eeuw verbouwd. Een aantal bijgebouwen zijn 19e- en 20e-eeuws.